# 許珀里翁冰原島峰
72°4′S 68°55′W / 72.067°S 68.917°W
許珀里翁冰原島峰（英語：Hyperion Nunataks）是南極洲的冰原島峰，位於亞歷山大一世島東南部，由約10座冰原島峰組成，以土衛七命名，在1935年11月23日由美國的探險家發現。